# Drop the World
Drop the World (englisch etwa für „Lass die Welt fallen“) ist ein Lied des US-amerikanischen Rappers Lil Wayne, das er zusammen mit dem Rapper Eminem aufnahm. Der Song ist die dritte Singleauskopplung seines siebten Studioalbums Rebirth und wurde am 22. Dezember 2009 veröffentlicht.

## Inhalt
| Liedteil   | Künstler  |
| 1. Strophe | Lil Wayne |
| Refrain    | Lil Wayne |
| 2. Strophe | Lil Wayne |
| 3. Strophe | Eminem    |

Auf Drop the World rappen Lil Wayne und Eminem über ihre Wut auf die Leute, die ihnen in ihrem Leben Steine in den Weg legten. Sie beteuern ihre innere Stärke und dass sie sich von niemandem unterkriegen lassen werden. Der Text enthält eine Vielzahl an Schimpfwörtern, wie „Motherfucker“, „Fuck“, „Bitch“ oder „Bullshit“.

“Bitch, I’ma pick the world up

And I’ma drop it on your fuckin’ head

And I could die now, rebirth, motherfucker

Hop up in my spaceship and leave earth, motherfucker

I’m gone, motherfucker, I’m gone”

## Produktion
Der Song wurde von den US-amerikanischen Musikproduzenten Hit-Boy und Chase N. Cashe produziert. Als Autoren fungierten Lil Wayne, Eminem, Luis Resto, Chase N. Cashe und Mike Strange.

## Musikvideo
Bei dem zu Drop the World veröffentlichten Musikvideo führte der US-amerikanische Regisseur Chris Robinson Regie. Es wurde am 31. Januar 2010 in New York City gedreht und feierte am 5. März 2010 Premiere. Auf YouTube verzeichnet das Video über 260 Millionen Aufrufe (Stand Juli 2020).
Es zeigt eine Vielzahl an jungen Leuten, die randalierend nachts durch die Straßen ziehen und einen Aufstand anzetteln. Dabei richtet die Menschenmenge Zerstörung und Chaos in der Stadt an, während Lil Wayne und Eminem auf der Straße bzw. in den Trümmern rappen. Auch der Rapper Birdman ist im Video zu sehen.

## Single

### Covergestaltung
Das Singlecover zeigt Lil Wayne mit geschlossenen Augen. Er trägt eine Kette mit einem Kreuz um den Hals und links von ihm befindet sich eine Gitarre. Im Vordergrund stehen die Schriftzüge Drop the World Feat. Eminem in Weiß und Lil Wayne in Rot.

### Chartplatzierungen
Drop the World erreichte Platz 18 in den US-amerikanischen Singlecharts und konnte sich 20 Wochen in den Top 100 halten. Im Vereinigten Königreich belegte der Song Rang 51 und hielt sich 13 Wochen lang in den Top 100. Dagegen konnte sich das Lied im deutschsprachigen Raum nicht in den Charts platzieren.
| ChartsChartplatzierungen       | Höchstplatzierung | Wochen |
| ------------------------------ | ----------------- | ------ |
| Vereinigte Staaten (Billboard) | 18 (20 Wo.)       | 20     |
| Vereinigtes Königreich (OCC)   | 51 (13 Wo.)       | 13     |

### Auszeichnungen für Musikverkäufe
Drop the World wurde 2022 für mehr als fünf Millionen Verkäufe in den Vereinigten Staaten mit fünffach-Platin ausgezeichnet. Im Vereinigten Königreich erhielt der Song 2025 für über 400.000 verkaufte Einheiten eine Goldene Schallplatte.
| Land/Region                  | Auszeichnungen für Musikverkäufe (Land/Region, Auszeichnung, Verkäufe) | Verkäufe  |
| ---------------------------- | ---------------------------------------------------------------------- | --------- |
| Australien (ARIA)            | Platin                                                                 | 70.000    |
| Brasilien (PMB)              | Gold                                                                   | 30.000    |
| Neuseeland (RMNZ)            | Gold                                                                   | 7.500     |
| Vereinigte Staaten (RIAA)    | 5× Platin                                                              | 5.000.000 |
| Vereinigtes Königreich (BPI) | Gold                                                                   | 400.000   |
| Insgesamt                    | 3× Gold · 6× Platin ·                                                  | 5.507.500 |

Hauptartikel: Lil Wayne/Auszeichnungen für Musikverkäufe